# Hercules in the Maze of the Minotaur
Hercules in the Maze of Minotaur (no Brasil, Hércules no Labirinto do Minotauro) foi o quinto e último filme televisivo de 1994, relacionado a série de fantasia Hercules: The Legendary Journeys, estrelado por Kevin Sorbo como o herói Hércules.

## Sinopse
Hércules desistiu de seus dias de viagem e se estabeleceu para passar algum tempo com sua família. Mas quando uma vila distante é ameaçada pelo Minotauro, Hércules é chamado para ajudar a salvá-la do monstro. Inicialmente relutante, ele decide aceitar e vai ao local com seu amigo Iolao, onde descobrirá através de seu pai, Zeus, um terrível segredo.

## Elenco
- Kevin Sorbo como Hércules
- Anthony Quinn como Zeus
- Michael Hurst como Iolaus
- Tawny Kitaen como Deianira
- Anthony Ray Parker como Gryphus (Minotauro)
- Al Chalk como Gryphus (voz)
- Rose McIver como Ilea
- Paul McIver como Aeson
- Simon Lewthwaite como Klonus